# Kerekondapura, Molakalmuru
Kerekondapura là một làng thuộc tehsil Molakalmuru, huyện Chitradurga, bang Karnataka, Ấn Độ.